# American Family Field
L'American Family Field è uno stadio di baseball situato a Milwaukee in Wisconsin. Ospita le partite dei Milwaukee Brewers di Major League Baseball (MLB). Possiede un tetto retrattile che può aprirsi e chiudersi in meno di 10 minuti.
Inaugurato nel 2001 come Miller Park, lo stadio mantenne tale denominazione fino al 2020.

## Storia
Lo stadio fu inaugurato il 6 aprile 2001; il presidente George W. Bush e il commissioner Bud Selig effettuarono il primo lancio. Il Miller Park ha ospitato l'MLB All-Star Game del 2002 e alcune scene del film Mr. 3000.
Il 2 ottobre 2010 si è tenuto qui il concerto per il 25º anniversario del Farm Aid, nel quale si esibirono, tra gli altri, Dave Matthews, Willie Nelson, Neil Young e John Mellencamp.
I diritti di denominazione appartennero alla Miller Brewing Company fino al 2020. Venne ridenominato American Family Field a partire dalla stagione 2021, in seguito all'accordo con l'omonima compagnia assicuratrice "American Family Insurance".
In futuro lo stadio potrebbe ospitare una nuova franchigia di espansione della United Football League.